# Truva Linux
Truva Linux este o distribuție de Linux bazată pe Slackware.

## Legături externe
- Site oficial
- Truva Linux la distrowatch.com